# Fuori fuoco
Fuori fuoco è un film documentario per la TV del 2018 diretto da Rachid Benbrik, Erminio Colanero, Rosario Danise, Alessandro Riccardi, Slimane Tali, Thomas Fischer, con la direzione artistica di Oreste Crisostomi e Ferdinando Vicentini Orgnani.
Il film è stato presentato in anteprima il 15 aprile 2018 al Festival internazionale del giornalismo di Perugia in occasione della messa in onda su Rai Uno all’interno di Speciale Tg1 e in seguito proiettato alla Camera dei deputati su iniziativa di Walter Verini (deputato del Partito Democratico), dell'ex Ministro della Giustizia Andrea Orlando, di Stefano Anastasia (Garante dei detenuti per le Regioni Lazio e Umbria) e della direttrice della casa circondariale di Terni Chiara Pellegrini.

## Trama
"Fuori Fuoco è un esperimento riuscito alla perfezione. E che assume particolare rilevanza dopo la pubblicazione del rapporto dell'Associazione Antigone 2017 sullo stato dei detenuti. Si può dire che il documentario realizza in immagini ciò che Antigone mette per iscritto. Ed è riuscito perché per la prima volta in Italia, le telecamere entrano in un carcere e a maneggiarle sono proprio loro, i carcerati."

## Produzione
Per la prima volta in Italia, nella Casa Circondariale di Terni, grazie alla visione di Chiara Pellegrini, direttrice del carcere, e al permesso del Dipartimento dell'Amministrazione Penitenziaria, sei detenuti hanno iniziato un progetto sperimentale: dopo aver imparato a usare una videocamera, hanno girato per alcuni mesi un documentario sulla loro vita. Sei storie, personalità e nazionalità diverse, stadi diversi della detenzione. Il risultato è un film dove nulla è stato messo in scena, dove la semplice verità è la dimensione più sorprendente: "per l’incisiva spontaneità e l’assenza di qualsiasi artificio che lo contraddistinguono, Fuori Fuoco risponde ad un’estetica propria, un’estetica dell’autentico, completamente disinteressata ai fini dell’edificazione di una quarta parete, forse proprio per via del fatto che i detenuti, di pareti, ne vedono già a sufficienza."
Il documentario ha conquistato alla prima messa in onda su Rai 1 in seconda serata un ascolto di 442.000 spettatori pari ad uno share del 7.1%.
La locandina del film è opera di Michelangelo Pistoletto.